# Jo Planckaert
För andra personer med samma efternamn se Planckaert
Jo Planckaert, född den 16 december 1979 i Deinze är en belgisk tidigare landsvägscyklist som var professionell från 1992 till 2004. Han är son till Willy Planckaert och brorson till Eddy Planckaert och Walter Planckaert. Jo Planckaerts främsta meriter är totalsegrarna i Étoile de Bessèges 1998 och 2000, samt segrarna i Nokere Koerse 1995 och Kuurne–Bryssel–Kuurne 1999.

## Meriter

### Amatör
| 1989 Vinnare av Flandern runt för juniorer | 1991 9:a i Flandern runt för amatörer |

### Professionell
| 1992 2:a i Ronde van Limburg 6:a i Nationale Sluitingsprijs Putte-Kapellen 6:a i Binche–Tournai–Binche 9:a i Grote Prijs Jef Scherens 10:a i Veenendaal–Veenendaal 1993 Vinnare av Ronde van Midden-Zeeland Vinnare av etapp 3 i Vuelta a Andalucia Vinnare av etapp 4 i Vuelta a Murcia 3:a i Dwars door België 5:a i Grand Prix de Denain 5:a i Le Samyn 5:a i Tour du Haut Var 1994 5:a i Paris–Bryssel 5:a i Tour de Vendée 6:a i E3 Harelbeke 6:a i Grand Prix d'Isbergues 6:a i Veenendaal–Veenendaal 7:a i Rund um den Henninger Turm 10:a i Grote Prijs Jef Scherens 1995 Vinnare av Nokere Koerse Vinnare av Grand Prix de Denain Vinnare av etapp 3b av Postgirot Open 2:a i Omloop van het Houtland 2.a i Clasica Costa de Almeria 4:a i E3 Harelbeke 5:a i Grand Prix de Fourmies 6:a i linjeloppet vid Belgiska mästerskapen 9:a i Omloop Het Volk 1996 Vinnare av Zomergem–Adinkerke 4:a i De Kustpijl 5:a i Omloop Mandel–Leie–Schelde 6:a i Nokere Koerse 1997 Vinnare av etapp 4 i Vuelta a Galicia 2:a i Paris–Roubaix 2:a i Le Samyn 2:a i Schaal Sels 3:a i Grote Prijs Stad Zottegem 4:a i Grand Prix d'Isbergues 6:a i Trofeo Luis Puig 8:a i Flandern runt 8:a i Paris–Bryssel 8:a i Dwars door België 10:a i Omloop Het Volk 1998 Vinnare totalt av Étoile de Bessèges Vinnare av etapp 3 Vinnare av Grote Prijs Jef Scherens Vinnare av Omloop Mandel–Leie–Schelde 2:a i Schaal Sels 3:a i Grand Prix d'Isbergues 4:a i Boucles de la Seine Saint-Denis 5:a totalt i Tour de Luxembourg 6:a i GP Rik Van Steenbergen 7:a i De Kustpijl 8:a i Paris–Tours 9:a i Internationale Delta Profronde 10:a i linjeloppet vid Belgiska mästerskapen | 1999 Vinnare av Kuurne–Bryssel–Kuurne 3:a i GP Rik Van Steenbergen 4:a i Nokere Koerse 5:a i Paris–Roubaix 5:a i Scheldeprijs 5:a i Omloop Het Volk 7:a i Trofeo Luis Puig 7:a totalt i Vuelta a Andalucia Vinnare av poängtävlingen 7:a totalt i Étoile de Bessèges Vinnare av etapp 2 8:a i Milano–Sanremo 10:a i Nationale Sluitingsprijs Putte-Kapellen 2000 Vinnare totalt av Étoile de Bessèges Vinnare av etapp 4 (ITT) Vinnare av Tro Bro Leon Vinnare av etapp 1 i Tour du Limousin Vinnare av etapp 5 i Vuelta a Andalucia 4:a i Grand Prix de Denain 5:a i Kuurne–Bryssel–Kuurne 5:a i Bryssel–Izegem 6:a i Milano–Sanremo 7:a i Paris–Bryssel 7:a totalt i Tour de la Région Wallonne Vinnare av etapp 1 8:a i Bryssel–Ingooigem 9:a i Dwars door Vlaanderen 2001 Vinnare av Grote Prijs Stad Zottegem – Tistaertprijs 3:a i Kuurne–Bryssel–Kuurne 4:a i E3 Harelbeke 5:a i Paris–Bryssel 5:a i Japan Cup 7:a i Nationale Sluitingsprijs Putte-Kapellen 10:a i Le Samyn 10:a i Grand Prix de Fourmies 2002 2:a i E3 Harelbeke 2:a i Rund um den Henninger Turm 3:a i Dwars door Vlaanderen 3:a i Ronde van Midden-Zeeland 4:a i Milano–Sanremo 5:a i Grand Prix de Denain 6:a i Nokere Koerse 6:a i Grand Prix d'Ouverture La Marseillaise 6:a i GP Ouest France 7:a i Amstel Gold Race 8:a i Paris–Tours 8:a i Druivenkoers Overijse 8:a i GP Rik Van Steenbergen 9:a i Omloop Het Volk 2003 Vinnare av etapp 2 i Étoile de Bessèges 4:a i Dwars door Vlaanderen 6:a i Scheldeprijs 9:a i E3 Prijs Vlaanderen 2004 2:a i Grand Prix d'Ouverture La Marseillaise 3:a i Nokere Koerse 6:a i Kuurne–Bryssel–Kuurne 6:a i Ronde van Midden-Zeeland 9:a i Tro Bro Leon 10:a i Veenendaal–Veenendaal |